# Rembetiko (film)
Rembetiko este un film din 1983 al regizorului grec Costas Ferris. Filmul, scris de Costas Ferris și actrița principală Sotiria Leonardou, povestește viața cântăreței de rembetiko Marika Ninou. Coloana sonoră constă în muzica scrisă de compozitorul Stavros Xarchakos special pentru film în stilul rembetiko (muzică tradițională greacă, caracteristică mediului urban, asemănătoare bluesului american).

## Premii
Rembetiko a fost lansat în octombrie 1983 la Festivalul de film din Salonic. A câștigat acolo mai multe trofeuri: pentru cel mai bun film (regizorul și producătorul), pentru cea mai bună actriță într-un rol principal (Sotiria Leonardou), pentru cel mai bun actor într-un rol secundar (Dimitris Poulikakos) și pentru cea mai bună actriță într-un rol secundar (Themis Bazaka).
Filmul a participat în 1984 la festivalul de film Ursul de aur de la Berlin, unde a fost nominalizat pentru premiul cel mare Ursul de aur, dar a primit în schimb trofeul Ursul de argint. În palmaresul filmului mai intră Premiul special al juriului la Festivalul din Valencia și Marele premiu al Festivalului din Alexandria. 

## Actori
- Sotiria Leonardou (Marika Ninou)
- Themis Bazaka (Andriana)
- Nikos Dimitratos (Panagis)
- Nikos Kalogeropoulos (Bambis)
- Michalis Maniatis (Giorgakis)
- Spyros Mavides (Fondas)
- Konstantinos Tzoumas (Yiannis - "Juan")
- Giorgos Zorbas (Thomas)
- Vicky Vanita (Roza)